# Monte Cucco di Luico
Il monte Cucco di Luico (in sloveno: Kuk) è una montagna situata nella parte occidentale della repubblica di Slovenia, nei pressi del confine italiano.

## Geografia
Fa parte della dorsale del Colovrat, una serie di rilievi che si estendono per circa quattro chilometri, dal monte Cucco al monte Poclabuz, e divide le Valli del Natisone (Italia) dalla vallata dell'Isonzo (Slovenia). 
Nelle belle giornate si può ammirare a nord-est la valle dell'Isonzo, la conca di Tolmino, il monte Nero ed il monte Tricorno; a sud-est la vista spazia dalle città di Cividale ed Udine alla laguna di Grado, Monfalcone e parte dell'Istria. La dorsale è attraversata dal sentiero C.A. I. 746 - Sentiero Italia e dall'Alta Via delle Valli del Natisone.

## Storia
La zona del Colovrat, durante la prima guerra mondiale, era area di competenza della 2ª Armata dell'Esercito Italiano che vi aveva realizzato un vasto ed articolato sistema difensivo, in quanto i suoi rilievi costituivano l'estrema linea di difesa per impedire la penetrazione del nemico nella pianura friulana. 
La dorsale fu tragicamente interessata dalla battaglia di Caporetto, che portò alla ritirata delle truppe italiane fino alla linea del Piave. Numerosi italiani, in difetto in numero e in equipaggiamento rispetto al nemico, che era superiore anche dal punto di vista strategico, furono fatti prigionieri in quell'occasione.

## Traversate
Camminando sulle pendici del monte si possono effettuare le seguenti passeggiate:
- Anello del Colovrat e salita al monte Kuk (a piedi/mountan bike)[1];
- Sui passi di Rommel dal Colovrat al Matajur (18 chilometri a piedi ed in mountain bike); passeggiata transfontaliera con visita al museo all'aperto del Na Gradu[2].